# هرم تتي

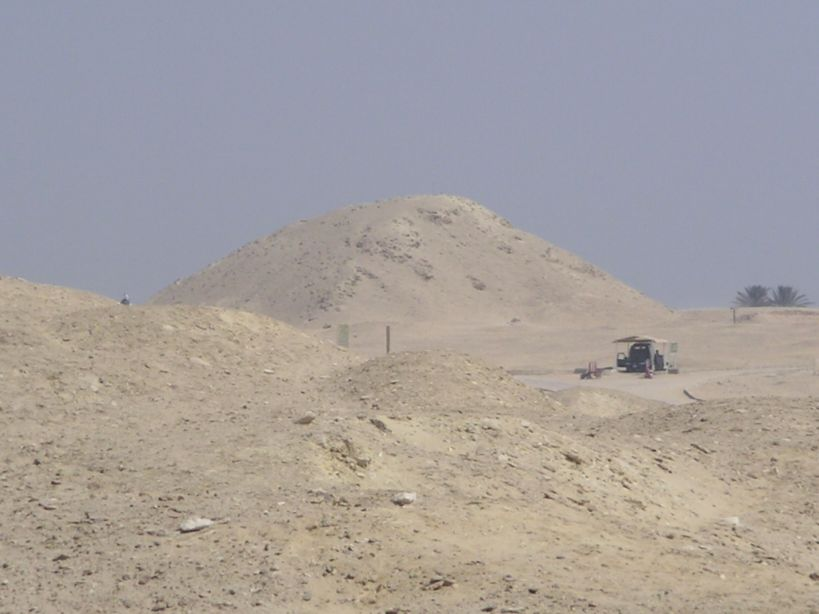
هرم تتي

هرم تتي في سقارة بالقرب من الجيزة بناه الفرعون تتي مؤسس الأسرة السادسة . حكم تتي مصر بعد الفرعون أوناس الذي كان آخر ملوك الأسرة الخامسة. ونهرف عن أوناس أيضا أنه بنى هرما له في سقارة بالقرب من هرم زوسر، ونقشت على جدرانه الداخلية نصوص الأهرام التي تعطي لنا صورة عن تصور المصريين القدماء للعالم الآخر ورحلة الفرعون المتوفي فيها.

## الهرم

خريطة مجمع هرم تتي.

كانت بنية هرم تتي مشابهة للأهرامات الكاملة الي بنيت في أواخر الدولة القديمة خلال الأسرة المصرية الرابعةوعلى رأسها الهرم الأكبر وكان ارتفاع هرم تتي الأصلي نحو 52 متر، وهي يماثل في ذلك هرم بيبي الأول وهرم بيبي الثاني. يتكون قلب هرم تتي من خمسة مصاطب من أحجار الرملية من محاجر مجاورة . وغطي الجزء الخارجي للهرم بأحجار جيرية بيضاء لا يعرف مصدرها ؛ ومن المعروف أن تغطية أهرام الجيزة كانت تأتي من محاجر على الضفة الشرقية للنيل من محاجر طرة في حلوان.
تبلغ ضلع قاعدة هرم تتي 78,8 مترا وكان ميل الهرم 53° 7' وبناء على ذلك فقد كان الارتفاع الأصلي للهرم نحو 52 متر .

## البنية التحتية
يقع مدخل الهرم على المستوى الأرضي على ناحية الشمال من الهرم ويؤدي إلى دهليز مائل . يتبع الدهليز المائل دهليز أفقي مجهز بعوائق ويؤدي إلى نظام حجرات ؛ وتكون نظام الحجرات من حجرة أمامية، وحجرة التابوت، وحجرة ثانوية يتبعها ثلاثة حجرات صغير كخازنات . تصل مساحة حجرة التابوت 3,45 × 7,90 متر وتوجد أسفل وسط الهرم بنحو 17 متر تحت مستوى الأرض.
يتكون سقف حجرة التابوت من ثلاثة طبقات من الأحجار المضلعة الكبيرة موزعة على ناحيتين فوق الحجرة مشكلة في شكل جملون. يوجد التابوت في الجزء الغربي من الحجرة وهو مصنوع من حجر --- ومنقوش عليه عبارات جنائزية هيروغليفية . كذلك نقش على جدران حجرة التابوت والحجرة الأمامية عبارات هيروغليفية من نصوص الأهرام.

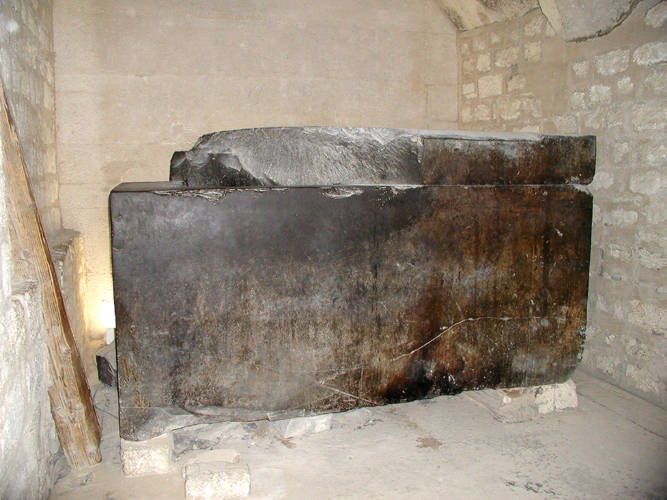
حجرة الدفن والتابوت
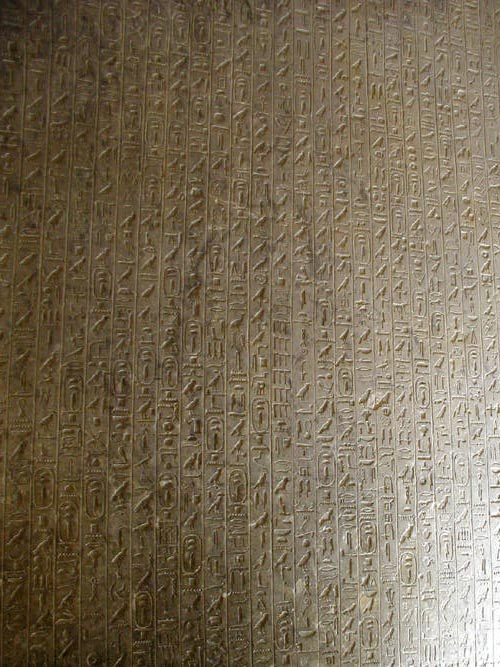
من نصوص الأهرام
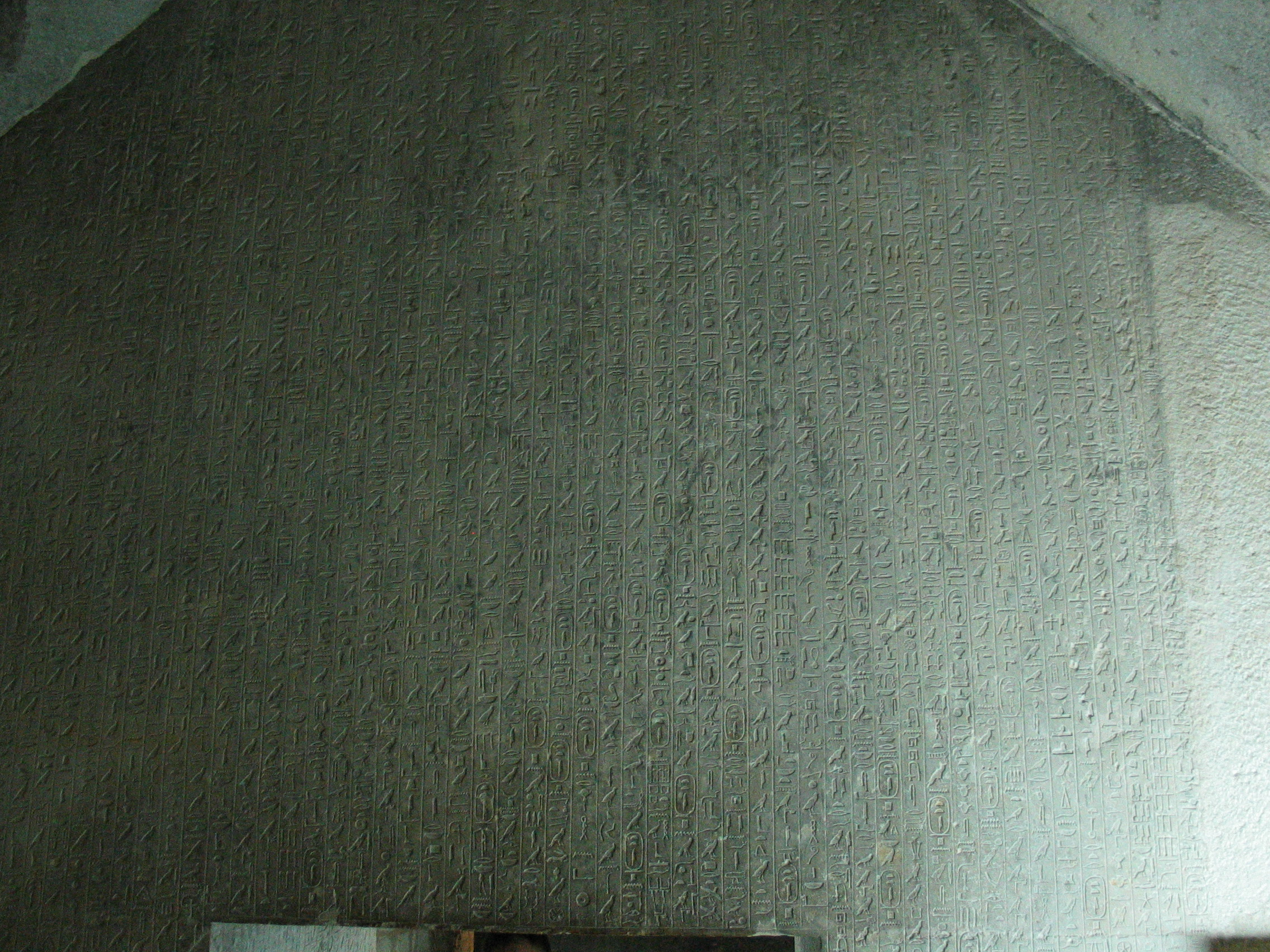
من نصوص الأهرام
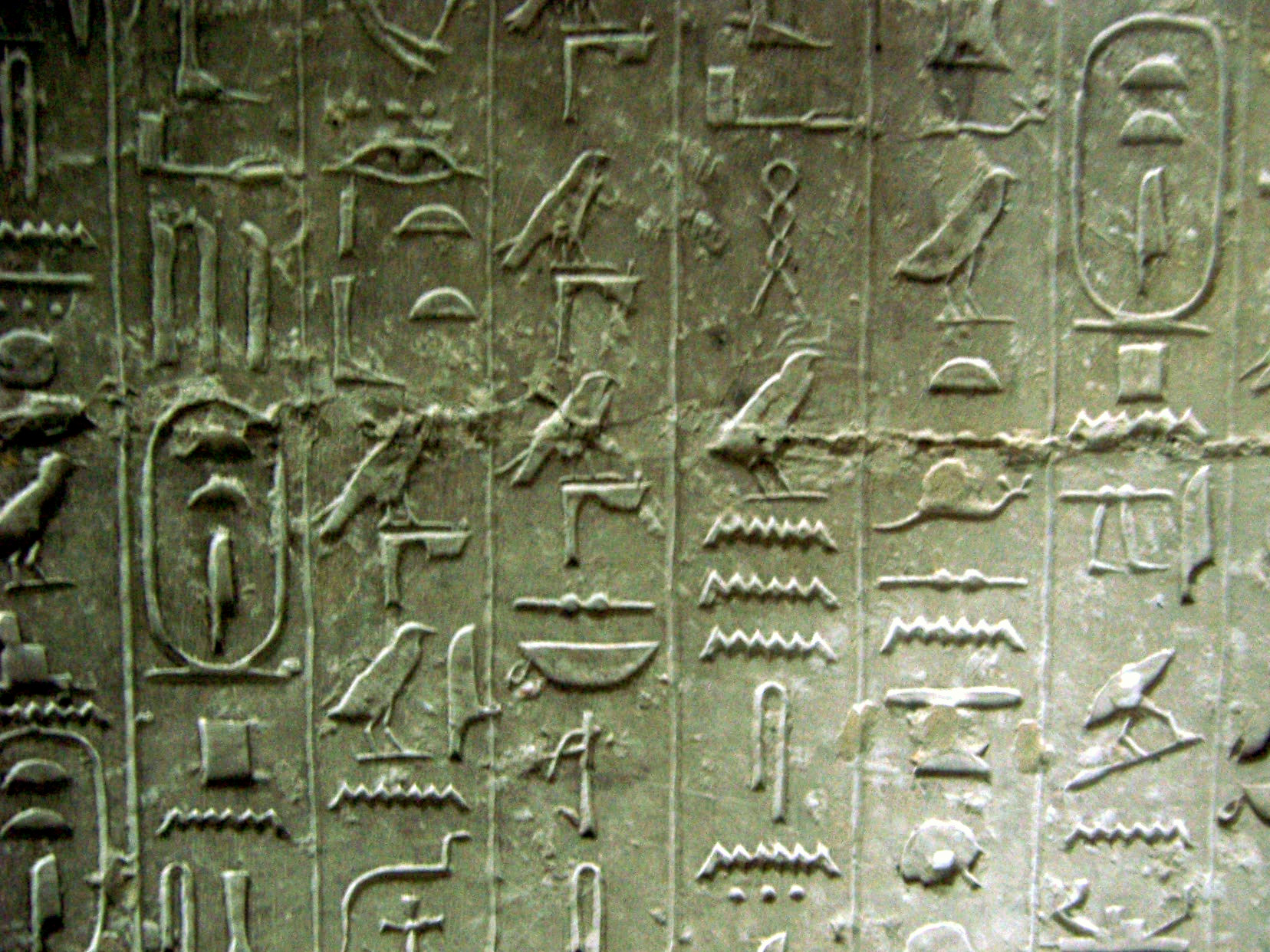
من نصوص الأهرام(صورة تفصيلية)
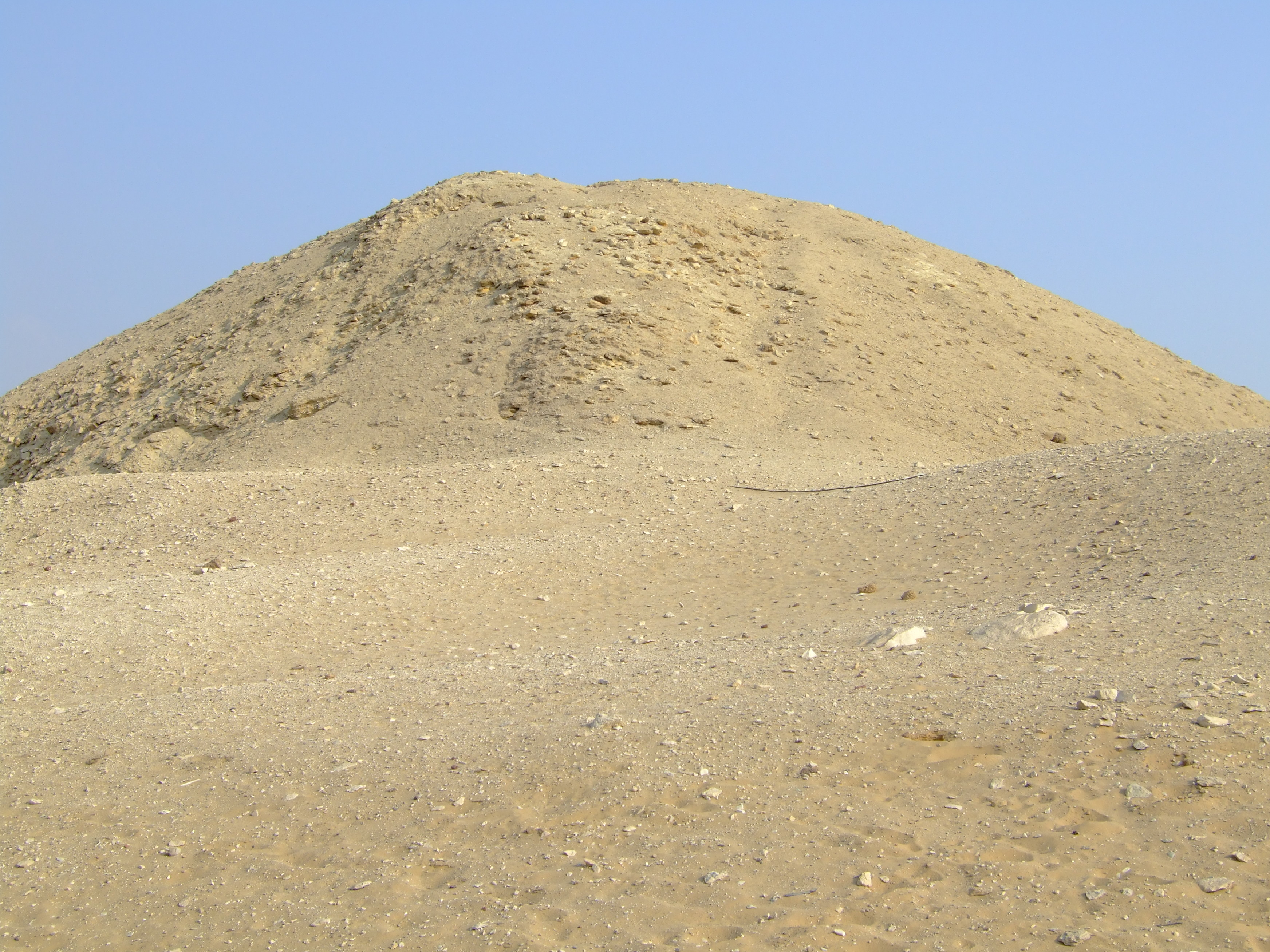
هرم تتي في سقارة
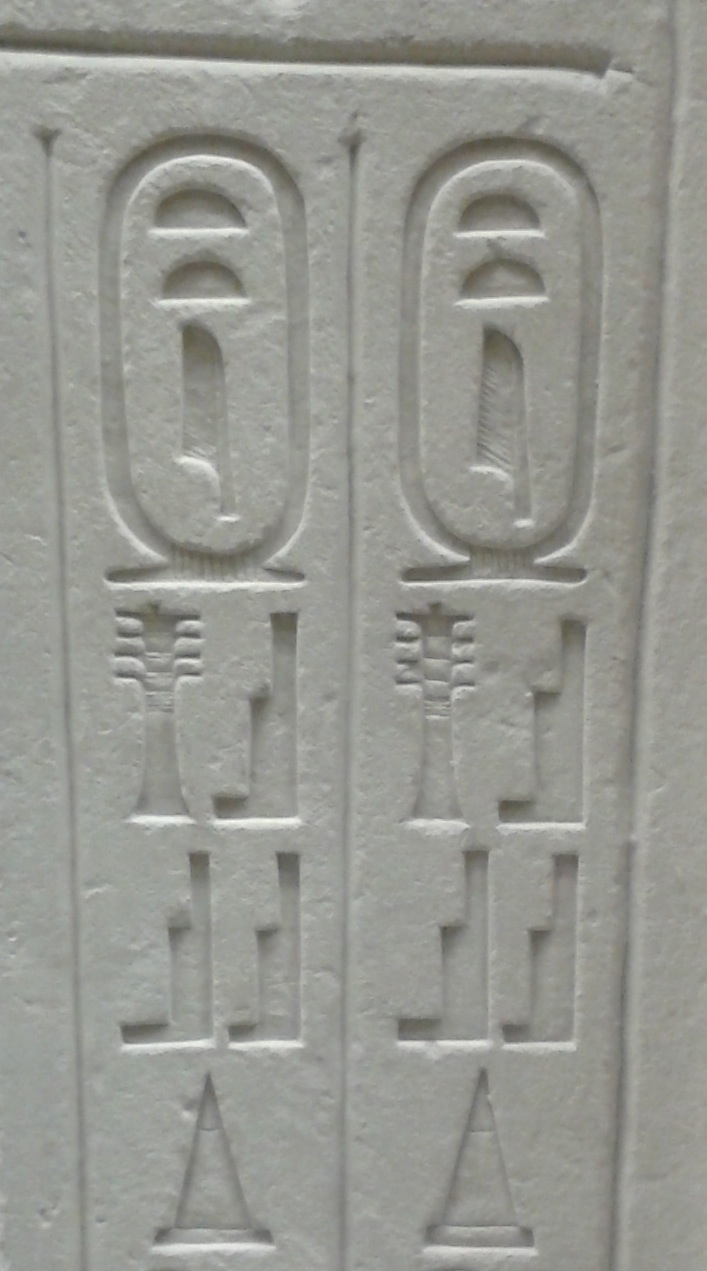
اسم هرم تتي "جد إسوت تتي" على لوحة جنائزية بمتحف اللوفر
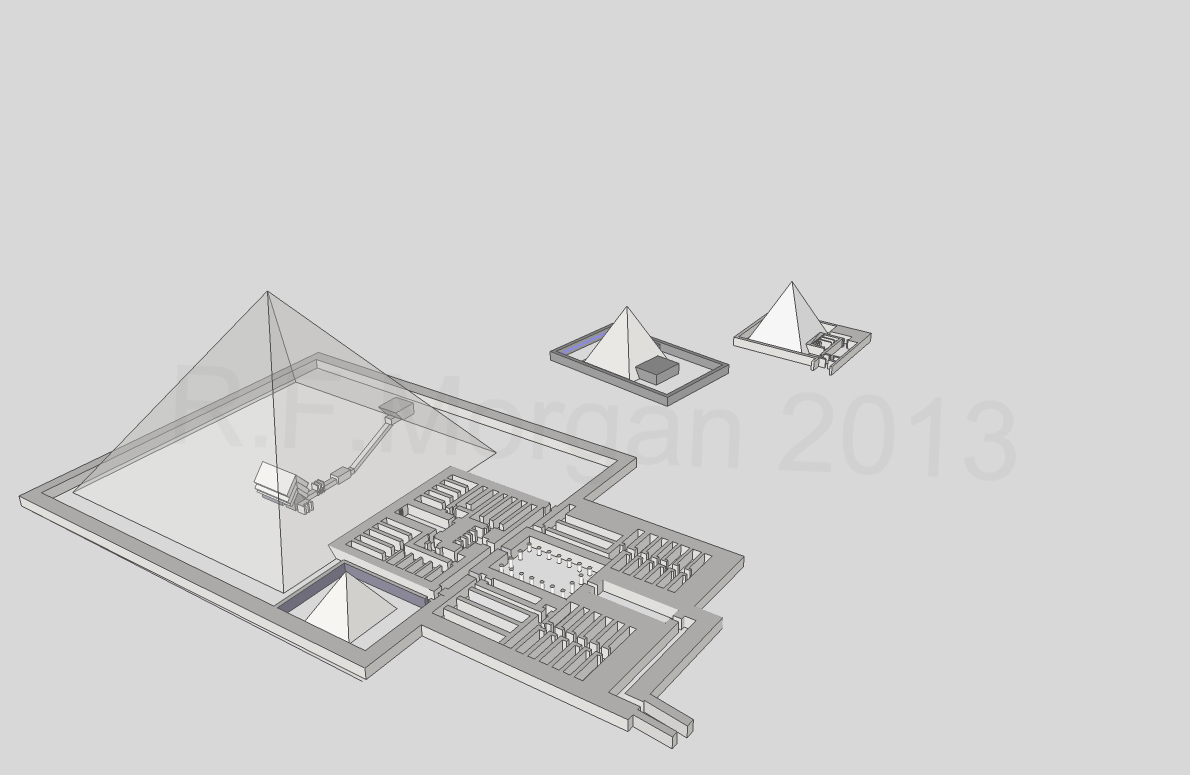
نموذج مجسم لمجمع هرم تتي وزوجاته

(شاهد الفيديو الذي يصور هرم تتي من الداخل : فيديو لهرم الفرعون تتي من الداخل. )

## مجمع هرم تتي
يوجد على الناحية الشرقية من هرم تتي معبد جنائزي ، ولم يبقى منه إلا القليل بسبب استخدام أحجاره في بنايات أخرى في القاهرة . ويوجد هرم صغير للعبادة على الناحية الجنوبية الشرقية من الهرم . وكان جدار كبير يحيط بهرم تتي والهرم الصغير والمعبد الجنائزي .
على الناحية الشمالية الشرقية من المجمع توجد بقايا هرمين صغيرين للملكتين إبوت الأولى و «شويت» . كما أكتشف هرم صغير ثالث في عام 2008 ، ويرجح أنه كان لأم تتي ، الملكة سيشيسخت .
تطورت المنطقة المحيطة بمجمع هرم تتي مع الوقت وأصبحت جبانة كبيرة تعمها مقابر مصرية قديمة كثيرة . من ضمنها مصطبات للوزراء مريروكا وكاحمني و جمني إمحعت، وكذلك مقبرة تياتيتي .
كما قام البطالمة والرومان ببناء معابد أنوبيون وبوباستيون لتقديس آلة قدماء المصريين أنوب وباستيت في الناحية الشرقية من هرم تتي.

## وصلات خارجية
- فيديو لهرم الفرعون تتي من الداخل.
- Teti-Pyramide. Archiviert vom Original am 10. Dezember 2007.
- تاريخ وحضارة مصر القديمة: الملك تتي.